# Monsonia longipes
Monsonia longipes är en näveväxtart som beskrevs av Paul Erich Otto Wilhelm Knuth. Monsonia longipes ingår i släktet hottentottnävor, och familjen näveväxter. Inga underarter finns listade i Catalogue of Life.